# ماریان مایسیک
ماریان مایسیک (اوکراینی: Мар'ян Олегович Мисик؛ زادهٔ ۲ اکتبر ۱۹۹۶) بازیکن فوتبال اهل اوکراین است.
از باشگاه‌هایی که در آن بازی کرده‌است می‌توان به باشگاه فوتبال متالورگ دونتسک و باشگاه فوتبال استال کامیانسکه اشاره کرد.
وی همچنین در تیم‌های ملی فوتبال Ukraine national under-18 football team, Ukraine national under-19 football team، زیر ۲۰ سال اوکراین، و زیر ۲۱ سال اوکراین بازی کرده‌است.